# Třída Karlsruhe
Třída Karlsruhe byla třída lehkých křižníků Kaiserliche Marine. Skládala se ze dvou jednotek, zařazených do služby roku 1914. Oba křižníky byly potopeny za první světové války.

## Stavba
Konstrukčně tato třída navazovala na předchozí třídu Magdeburg. Měla však mírně větší výtlak. V letech 1911–1914 byly postaveny dva křižníky této třídy. Do jejich stavby se zapojily loděnice Germaniawerft a Howaldtswerke v Kielu.
Jednotky třídy Karlsruhe:
| Jméno     | Loděnice      | Založení kýlu | Spuštěna           | Vstup do služby | Status                                          |
| --------- | ------------- | ------------- | ------------------ | --------------- | ----------------------------------------------- |
| Karlsruhe | Germaniawerft | 1911          | 11. listopadu 1912 | 15. ledna 1914  | Dne 4. listopadu 1914 zničen vnitřním výbuchem. |
| Rostock   | Howaldtswerke | 1911          | 12. listopadu 1912 | 5. února 1914   | Dne 1. června 1916 potopen v bitvě u Jutska.    |

## Konstrukce

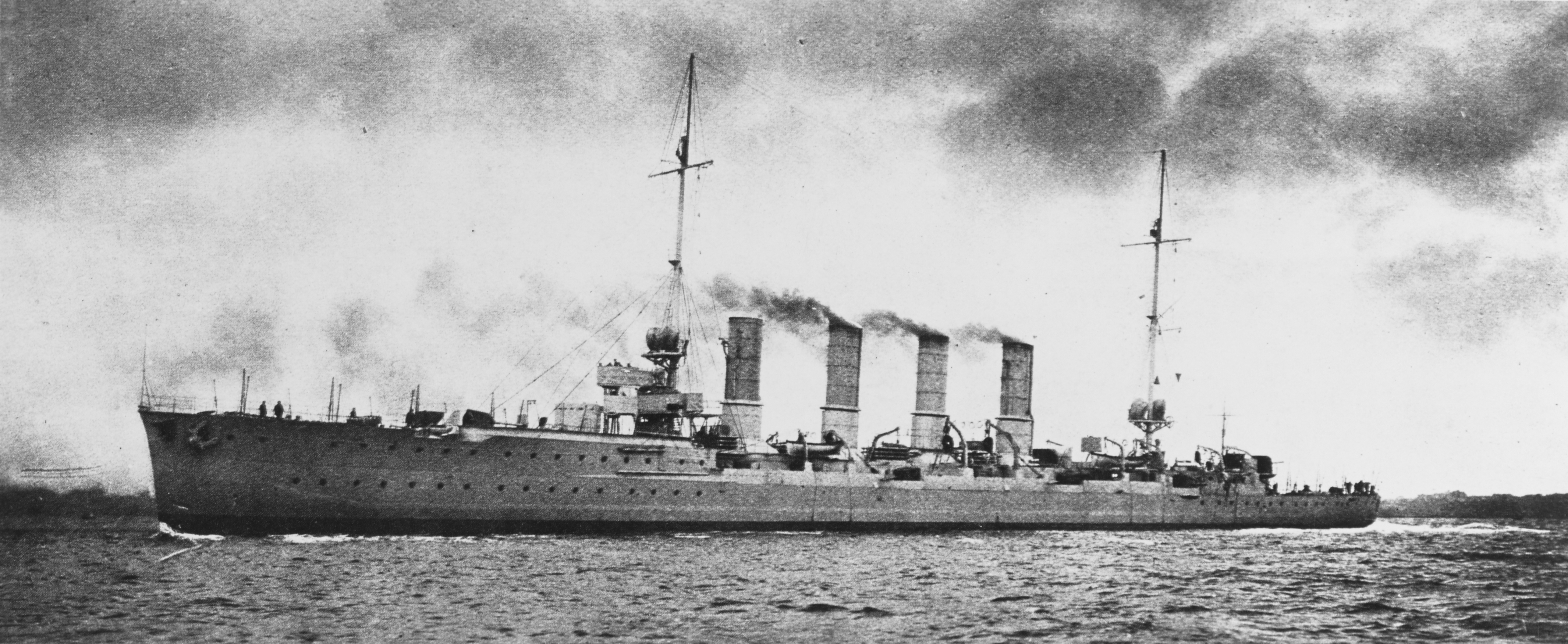
SMS Rostock

Výzbroj lodí představovalo dvanáct 105mm kanónů, obvyklých pro německé lehké křižníky té doby. Doplňovaly je dva 500mm torpédomety. Neseno mohlo být 120 min. Boky lodí kryl až 60mm silný pancéřový pás, který doplňovala až 60mm silná pancéřová paluba. Pancéřování velitelské věže mělo sílu 100 mm a štíty děl poloviční. Pohonný systém tvořilo čtrnáct kotlů Marine a dvě parní turbíny Marině o výkonu 26 000 hp, pohánějící dva lodní šrouby. Nejvyšší rychlost dosahovala 27,8 uzlu. Dosah byl 5000 námořních mil při rychlosti 12 uzlů.

## Osudy

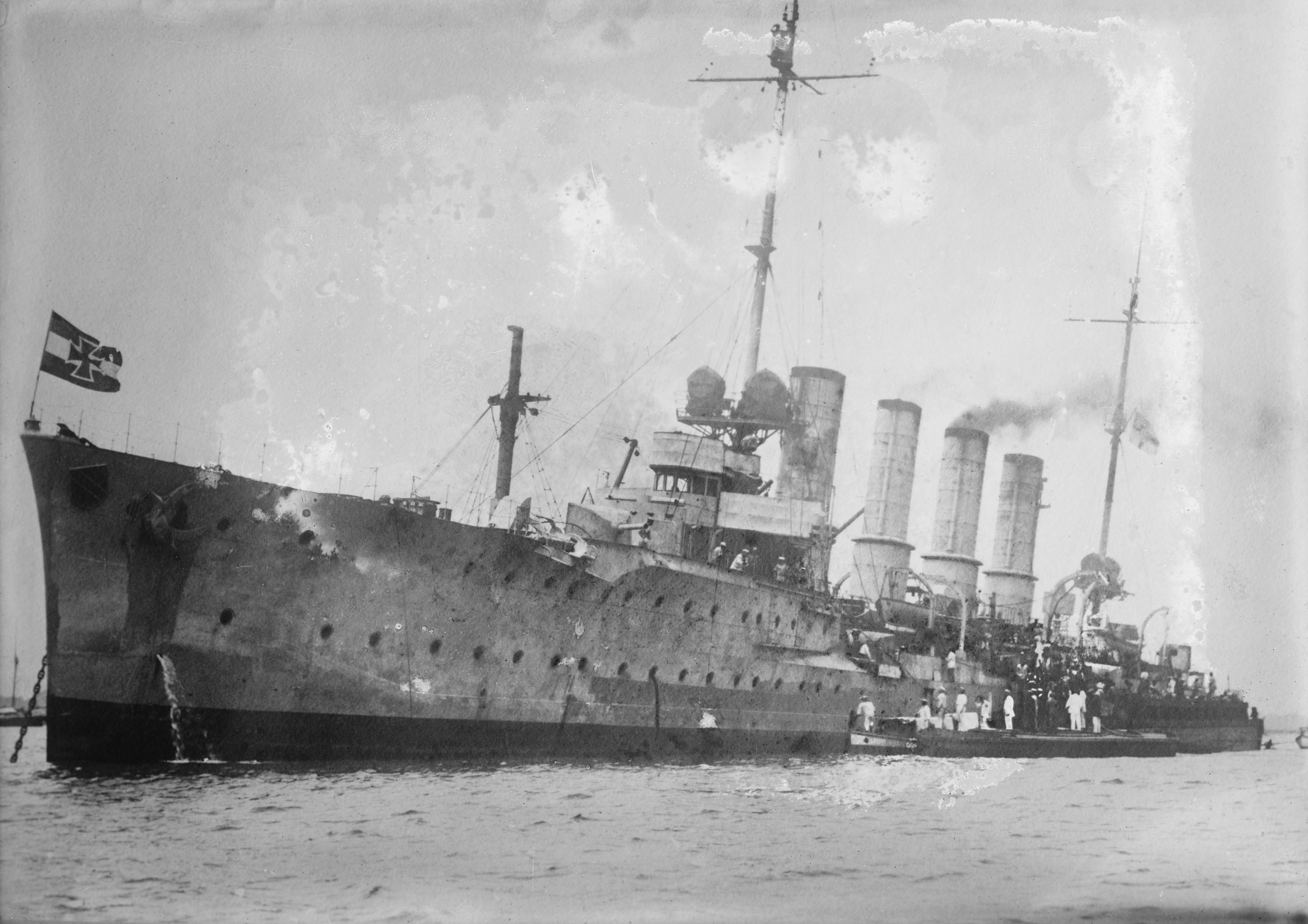
Karlsruhe při doplňování uhlí v San Juanu

Karlsruhe po vypuknutí první světové války začal napadat námořní dopravu v oblasti Malých Antil. Celkem potopil 17 plavidel s 76 609 GRT. Dne 4. listopadu 1914 se potopil po nečekané vnitřní explozy v 18:30, která zcela zničil příď křižníku. Posádku zachránily dvě německé zásobovací lodě. Do Německa se vrátila na palubě lamače blokády Rio Negro.
Rostock se účastnil dne 24. ledna 1915 bitvy u Dogger Banku. Potopen byl v bitvě u Jutska. Protivníkem byl nejprve těžce poškozen a 1. června 1916 v 5:25 záměrně potopen vlastní posádkou.